# 索倫之眼

索倫之眼的標誌。

索倫之眼（英語：Eye of Sauron）或魔眼（英語：Lidless Eye）出現在英國作家托爾金的奇幻小說，是黑暗魔君索倫的標誌。

## 特徵
托爾金的小說《魔戒》提到，主要的反派角色索倫（Sauron）召集他的部下於魔多的巴拉多。索倫從來沒有在其他角色面前現身，只以遙距的方式進行鬥爭，他以「眼睛」來感應狀況。最著名的一個例子可見於《魔戒》的第一部《魔戒首部曲：魔戒再現》。佛羅多·巴金斯透過凱蘭崔爾之鏡看到索倫之眼：
「那只眼睛籠罩在火焰當中，本身也散發如同妖貓的黃色光芒，仔細地凝視一切，而在瞳孔的地方則是一個深洞，通向無盡的虛無。」
在原著小說裡，有許多例子指出那「眼睛」就是索倫。
托爾金在《魔戒》的第二部《魔戒二部曲：雙城奇謀》寫到：
那雙魔眼是一種邪惡、不斷滋長的敵意，你可以清楚地感覺到它上山下海，突破一切重圍和險阻，是想要找到你，讓你赤裸裸地被鎖死在對方的視線之下。
咕嚕（他曾在魔多受到拷問）又指索倫至少有一隻手：
「...佛羅多說：『是埃西鐸砍下了魔王的手指。』」
「『是的，他的黑掌上只剩下四根指頭，但這也夠了。』咕嚕渾身發抖地說」
在第三部《魔戒三部曲：王者再臨》裡，西方軍隊的傳令官在黑門之戰爆發前要求索倫出來：
「出來吧！讓黑暗大地之王出來吧！正義的勢力將給予他公平的審判。」
如果索倫沒有肉身的話，這句說話就顯得多餘了。
而且，托爾金又在《精靈寶鑽》寫道：「索倫恐怖的魔眼幾乎無人能夠抵擋」，即使他的肉身在最後聯盟戰役被殺。
索倫之眼的構想可見於《中土世界的歷史》對魔苟斯的評注：
「...魔苟斯以半獸人作為他的奴隸；半獸人墮落了，無法抵抗魔苟斯的意志，如果魔苟斯的意識想到半獸人，那麼半獸人會時時刻刻都接觸到魔苟斯的『眼睛』。」
托爾金寫道，第一紀元魔苟斯有著人的肉身，所以「眼睛」所指的自然是魔苟斯的意識。這描述與索倫之眼脗合。
在一封托爾金的信件裡，托爾金清楚地指出索倫是有肉身的：
「...在傳說裡，他們遠比肉身強大的力量以精神力創造出肉身...索倫的力量非常恐怖，他的肉身比普通人類更高大，但卻不是巨人般高大。」
儘管索倫之眼並非索倫的肉身，但在第三紀元，索倫之眼代表著索倫。索倫旗下半獸人的盔甲及盾牌都刻有索倫之眼的標誌，因為索倫不允許部下提起他的名字（除了索倫之口）。戒靈之首在帕蘭諾平原戰役爆發期間以「魔眼」威脅伊歐玟。
作為精神本體的索倫之眼讓人聯想到魂靈投射（Astral projection），將精神力投射到物理上。

## 影響
恐怖小說家史蒂芬·金所寫的小說《末日逼近》（The Stand）亦寫有類似索倫之眼的事情。小說裡的反派角色蘭道爾·佛來格（Randall Flagg）的精神投射在眼睛上。史蒂芬·金表示這部小說是「如《魔戒》的奇幻史詩，只換成美洲的設定而已」。
「九月十七日接近夜半之時，蘭道爾·佛來格在荒地之上，三張毛毯把他由腳趾到下巴緊緊包裹著，第四張毛毯如頭巾般圍著他的頭顱，只有眼睛和鼻尖暴露在外。他慢慢地摒除雜念，靜止不動，星光也顯得黯淡，眼睛忽然從他的身體脫飛而出。
他只感到微細的拉扯力，一點也不痛。眼睛如飛鷹般沉靜地飛走了，消失在夜空中。他與夜色融合在一起，牛的眼睛、狼的眼睛、鼬鼠的眼睛及貓的眼睛，彷彿都是他的。他是蠍子，他是蜘蛛，也是一支致命的毒箭，在乾燥的空中滑翔，他的眼睛並沒有離開他，毫不費勁地飛行著，在他眼下的大地如同鐘面。」
—《末日逼近》第71節

## 改編描述
1980年的動畫版《王者再臨》裡，索倫是一只眼睛。
在彼得·傑克遜執導的電影《魔戒》系列裡，彼得·傑克遜設想索倫是穿有巨大盔甲的，這形象在首部曲的序幕裡出現。在後來，索倫作為靈魂存在。索倫的肉體被毀後，他唯一的肉體是那只巨大、籠罩在火燄當中的眼睛，可見於巴拉多的塔項上，由一雙欄杆支撐著。電影裡和小說裡的分別是在於彼得·傑克遜誤解了托爾金的文意，他認為索倫只是「一只巨大的漂浮眼珠」。不過，在加長版本的《魔戒三部曲：王者再臨》裡，索倫的肉身出現在真知晶球（Palantír）內，他的形態與序幕裡的一致，但沒有說明索倫已重塑肉身。
電影中的索倫之眼會持續滾動，監視著魔多，一條紅色的光束從眼中射出，不停地探射。當佛羅多戴上至尊魔戒時，索倫之眼便看得到他，索倫之眼被指可看到所有東西。索倫不知道所有發生在中土大陸的事情，他每次只可以留意某一地區的事情，如燈塔掃視海面一樣。
皮聘在凝視真知晶球時曾與索倫之眼接觸（在小說裡，他不知道索倫便是那眼睛）。
電影編劇曾考慮讓索倫在《魔戒三部曲：王者再臨》登場，在黑門之前大戰亞拉岡，他以披甲的形體登場。但最後這個想法還是被放棄了，改由電腦特技營造的食人妖取代了索倫，與亞拉岡廝鬥。
在《哈比人》電影的第二部《哈比人：荒谷惡龍》和第三部《哈比人：五軍之戰》，索倫之眼也有出現。

## 相關事件
- 在2014年《哈比人》電影上映時，俄羅斯一個藝術團體打算在莫斯科一棟21層高的大樓頂部安裝一個「索倫之眼」的裝置，但這個計劃最終被取消；因為當地的東正教會反對這種做法，認為索倫之眼是一種「惡魔般的象徵」[14][15][16]。
- 2018年，經上萬名網友在Change.org網站上請願，舊金山最高建築Salesforce塔於萬聖節期間用1.1萬多盞LED燈組成的巨大螢幕將塔頂打造成「索倫之眼」[17][18]。

## 外部連結
- 「索倫在魔戒聖戰時期有沒有肉身？」 （页面存档备份，存于）
- 「索倫的外表是怎樣？」 （页面存档备份，存于）